# Віола Девіс
Віола Софі Девіс (англ. Viola Sophie Davis, нар. 11 серпня 1965) — американська акторка; одна із небагатьох виконавців, удостоєних премій «Оскар», «Греммі», «Еммі», «Тоні» (ЕГОТ).

## Життєпис
Народилась на фермі своєї бабусі, у Сент-Метьюзі, Південна Кароліна. Вона є другою наймолодшою у сім'ї, яка складається з шести дітей. Її батько, Ден Девіс, був дресирувальником коней; а її мати, Мері Еліс, була покоївкою, робітницею на фабриці і домогосподаркою, а також активісткою за громадянські права афроамериканців. Через декілька місяців після її народження, сім'я переїхала до Сентрал-Фоллсу. Девіс описувала свої дитячі роки як «життя в умовах крайньої убогості та дисфункції».
У 1988 році закінчила Rhode Island College, а у 2002 отримала гонорис кауза з образотворчого мистецтва у коледжі. Також вона навчалась чотири роки у Джульярдській школі. В підлітковому віці її талант визнав Бернард Мастерсон, директор Young People's School for the Performing Arts.

## Особисте життя
З червня 2003 Девіс живе у шлюбі з актором Джуліусом Тенненом. Виховують дочку, Дженесіс, яку вони всиновили у жовтні 2011. Девіс є мачухою для двох синів Теннена від попередніх стосунків.
Віола Девіс — двоюрідна сестра актора Майка Колтера («Люк Кейдж», «Джессіка Джонс»).

## Фільмографія
| Рік         | Назва                                           | Роль                    |
| ----------- | ----------------------------------------------- | ----------------------- |
| 1996        | The Substance of Fire                           | Медсестра               |
| 1998        | Out of Sight                                    | Мозелл Міллер           |
| 2000        | Traffic                                         | Соціальний працівник    |
| 2001        | The Shrink Is In                                | Робін                   |
| 2001        | Кейт і Лео                                      | Поліцейська             |
| 2002        | Far from Heaven                                 | Сибіл                   |
| 2002        | Antwone Fisher                                  | Ева Мей                 |
| 2002        | Соляріс                                         | Ґордон                  |
| 2005        | Розбагатій або помри                            | Бабуся                  |
| 2005        | Сиріана                                         | Голова ЦРУ              |
| 2006        | The Architect                                   | Тоня Ніллі              |
| 2006        | World Trade Center                              | Мама в лікарні          |
| 2007        | Параноя                                         | Детектив Паркер         |
| 2008        | Nights in Rodanthe                              | Джін                    |
| 2008        | Сумнів                                          | Міс Міллер              |
| 2009        | Madea Goes to Jail                              | Еллен                   |
| 2009        | Ігри влади                                      | Лікар Джутін Франклін   |
| 2009        | Законослухняний громадянин                      | Мер Ейпріл Генрі        |
| 2010        | Лицар дня                                       | Директор Джордж         |
| 2010        | Їсти молитися кохати                            | Делія                   |
| 2010        | It's Kind of a Funny Story                      | Лікар Мінерва           |
| 2010        | Trust                                           | Ґейл Фрідман            |
| 2011        | Прислуга                                        | Ейбилін Кларк           |
| 2011        | Extremely Loud and Incredibly Close             | Еббі Блек               |
| 2012        | Won't Back Down                                 | Нона Альбертс           |
| 2013        | Прекрасні створіння                             | Амма                    |
| 2013        | Гра Ендера                                      | Майор Андерсон          |
| 2013        | The Disappearance of Eleanor Rigby              | Професор Ліліан Фрідман |
| 2013        | Полонянки                                       | Ненсі Бірч              |
| 2014        | Get On Up                                       | Сьюзі Браун             |
| 2014 — 2020 | Як уникнути покарання за вбивство               | Анналіза Кітінг         |
| 2015        | Blackhat                                        |                         |
| 2015        | Lila & Eve                                      | Ліла Велкот             |
| 2016        | Паркани                                         | Роуз Макссон            |
| 2018        | Вдови                                           | Вероніка Роулінз        |
| 2020        | Ма Рейні: мати блюзу                            | Ма Рейні                |
| 2021        | Загін самогубців 2                              | Аманда Воллер           |
| 2021        | Непрощенна                                      | Ліз Інгрем              |
| 2022        | Перша леді                                      | Мішель Обама            |
| 2022        | Королева-воїн                                   | Наніска                 |
| 2022        | Чорний Адам                                     | Аманда Воллер           |
| 2023        | Air Jordan                                      | Делоріс Джордан         |
| 2023        | Голодні ігри: Балада про співочих пташок і змій | доктор Волумнія Галія   |
| 2024        | Монстри Коммандос                               | Аманда Воллер           |

## Нагороди та номінації
| Нагорода                               | Рік      | Категорія                                             | Робота                            | Результат |
| -------------------------------------- | -------- | ----------------------------------------------------- | --------------------------------- | --------- |
| Оскар                                  | 2009     | Найкраща жіноча роль другого плану                    | Сумнів                            | Номінація |
| Оскар                                  | 2012     | Найкраща жіноча роль                                  | Прислуга                          | Номінація |
| Оскар                                  | 2017     | Найкраща жіноча роль другого плану                    | Паркани                           | Перемога  |
| Оскар                                  | 2021     | Найкраща жіноча роль                                  | Ма Рейні: Мати блюзу              | Номінація |
| BAFTA Awards                           | 2012     | Найкраща жіноча роль                                  | Прислуга                          | Номінація |
| BAFTA Awards                           | 2017     | Найкраща жіноча роль другого плану                    | Паркани                           | Перемога  |
| BAFTA Awards                           | 2019     | Найкраща жіноча роль                                  | Вдови                             | Номінація |
| BAFTA Awards                           | 2023     | Найкраща жіноча роль                                  | Королева-воїн                     | Номінація |
| Золотий глобус                         | 2009     | Найкраща жіноча роль другого плану                    | Сумнів                            | Номінація |
| Золотий глобус                         | 2012     | Найкраща жіноча роль — драма                          | Прислуга                          | Номінація |
| Золотий глобус                         | 2015     | Найкраща жіноча роль у телесеріалі — драма            | Як уникнути покарання за вбивство | Номінація |
| Золотий глобус                         | 2016     | Найкраща жіноча роль у телесеріалі — драма            | Як уникнути покарання за вбивство | Номінація |
| Золотий глобус                         | 2017     | Найкраща жіноча роль другого плану                    | Паркани                           | Перемога  |
| Золотий глобус                         | 2021     | Найкраща жіноча роль — драма                          | Ма Рейні: Мати блюзу              | Номінація |
| Золотий глобус                         | 2023     | Найкраща жіноча роль — драма                          | Королева-воїн                     | Номінація |
| Еммі                                   | 2015     | Найкраща жіноча роль у драматичному телесеріалі       | Як уникнути покарання за вбивство | Перемога  |
| Еммі                                   | 2016     | Найкраща жіноча роль у драматичному телесеріалі       | Як уникнути покарання за вбивство | Номінація |
| Еммі                                   | 2017     | Найкраща жіноча роль у драматичному телесеріалі       | Як уникнути покарання за вбивство | Номінація |
| Еммі                                   | 2018     | Найкраща запрошена акторка в драматичному телесеріалі | Скандал                           | Номінація |
| Еммі                                   | 2019     | Найкраща жіноча роль у драматичному телесеріалі       | Як уникнути покарання за вбивство | Номінація |
| Премія Гільдії кіноакторів США         | 2009     | Найкраща жіноча роль другого плану                    | Сумнів                            | Номінація |
| Премія Гільдії кіноакторів США         | 2009     | Найкращий акторський склад у фільмі                   | Сумнів                            | Номінація |
| Премія Гільдії кіноакторів США         | 2012     | Найкращий акторський склад у фільмі                   | Прислуга                          | Перемога  |
| Премія Гільдії кіноакторів США         | 2012     | Найкраща жіноча роль                                  | Прислуга                          | Перемога  |
| Премія Гільдії кіноакторів США         | 2015     | Найкраща жіноча роль у драматичному серіалі           | Як уникнути покарання за вбивство | Перемога  |
| Премія Гільдії кіноакторів США         | 2016     | Найкраща жіноча роль у драматичному серіалі           | Як уникнути покарання за вбивство | Перемога  |
| Премія Гільдії кіноакторів США         | 2017     | Найкраща жіноча роль другого плану                    | Паркани                           | Перемога  |
| Премія Гільдії кіноакторів США         | 2017     | Найкращий акторський склад у фільмі                   | Паркани                           | Номінація |
| Премія Гільдії кіноакторів США         | 2021     | Найкращий акторський склад у фільмі                   | Ма Рейні: Мати блюзу              | Номінація |
| Премія Гільдії кіноакторів США         | 2021     | Найкраща жіноча роль                                  | Ма Рейні: Мати блюзу              | Перемога  |
| Премія Гільдії кіноакторів США         | 2023     | Найкраща жіноча роль                                  | Королева-воїн                     | Номінація |
| Греммі                                 | 2023     | Найкраща аудіокнига, запис оповідання та оповідання   | У пошуках мене                    | Перемога  |
| Супутник                               | 2011     | Найкраща акторка — кінофільм                          | Прислуга                          | Перемога  |
| Супутник                               | 2011     | Найкращий акторський склад                            | Прислуга                          | Перемога  |
| Супутник                               | 2017     | Найкраща акторка другого плану                        | Паркани                           | Номінація |
| Супутник                               | 2019     | Найкраща акторка — драма                              | Вдови                             | Номінація |
| Супутник                               | 2021     | Найкраща акторка — драма                              | Ма Рейні: Мати блюзу              | Номінація |
| Кінопремія «Вибір критиків»            | 2009     | Найкраща акторка другого плану                        | Сумнів                            | Номінація |
| Кінопремія «Вибір критиків»            | 2009     | Найкращий акторський склад                            | Сумнів                            | Номінація |
| Кінопремія «Вибір критиків»            | 2012     | Найкраща акторка                                      | Прислуга                          | Номінація |
| Кінопремія «Вибір критиків»            | 2012     | Найкращий акторський склад                            | Прислуга                          | Перемога  |
| Кінопремія «Вибір критиків»            | 2016     | Найкраща акторка другого плану                        | Паркани                           | Перемога  |
| Кінопремія «Вибір критиків»            | 2016     | Найкращий акторський склад                            | Паркани                           | Номінація |
| Кінопремія «Вибір критиків»            | 2016     | SeeHer Award                                          | Н/Д                               | Перемога  |
| Кінопремія «Вибір критиків»            | 2019     | Найкращий акторський склад                            | Вдови                             | Номінація |
| Кінопремія «Вибір критиків»            | 2021     | Найкраща акторка                                      | Ма Рейні: Мати блюзу              | Номінація |
| Кінопремія «Вибір критиків»            | 2021     | Найкращий акторський склад                            | Ма Рейні: Мати блюзу              | Номінація |
| Кінопремія «Вибір критиків»            | 2023     | Найкраща акторка                                      | Жінка-король                      | Номінація |
| Вибір телевізійних критиків            | 2015     | Найкраща акторка в драматичному серіалі               | Як уникнути покарання за вбивство | Номінація |
| Вибір телевізійних критиків            | 2016     | Найкраща акторка в драматичному серіалі               | Як уникнути покарання за вбивство | Номінація |
| Вибір телевізійних критиків            | 2016 (2) | Найкраща акторка в драматичному серіалі               | Як уникнути покарання за вбивство | Номінація |
| AACTA International Awards             | 2017     | Найкраща жіноча роль другого плану                    | Паркани                           | Номінація |
| AACTA International Awards             | 2021     | Найкраща жіноча роль                                  | Ма Рейні: Мати блюзу              | Номінація |
| Премія Асоціації телевізійних критиків | 2015     | Індивідуальні досягнення в драмі                      | Як уникнути покарання за вбивство | Номінація |
| Тоні                                   | 1996     | Найкраща жіноча роль другого плану в п'єсі            | Сім гітар                         | Номінація |
| Тоні                                   | 2001     | Найкраща жіноча роль другого плану в п'єсі            | Король Хедлі II                   | Перемога  |
| Тоні                                   | 2010     | Найкраща жіноча роль у п'єсі                          | Паркани                           | Перемога  |
| Сатурн                                 | 2022     | Найкраща акторка другого плану                        | Загін самогубців 2                | Номінація |